# خفاش خون‌آشام معمولی
خفاش خون‌آشام معمولی (نام علمی: Desmodus rotundus) نام یک گونه از زیرخانواده خفاش خون‌آشام است.